# Chumar
Chumar (tib.: chu dmar, „Rotwasserfluss“, deutsch auch Tschhumar) ist ein Fluss im Westen der nordwestchinesischen Provinz Qinghai. Er ist ein nördlicher Zufluss des Jinsha Jiang, in welchen er im Kreis Qumarlêb mündet.
Sein Oberlauf durchfließt den See Dorgê Co (tibetisch für „Steinsee“>, in chinesischer Transkription 多尔改错,  Doergai Cho), der im Westen unter seinem mongolischen Namen Elsen Nur oder Öls Nuur (ins Chinesische als 叶鲁苏湖,  Yelusu Hu entlehnt) bekannt; ein weiterer Name des Sees ist 错仁德加,  Cuorendejia.
| Tibetische Bezeichnung          |
| ------------------------------- |
| Tibetische Schrift: ཆུ་དམར་      |
| Wylie-Transliteration: chu dmar |
| Chinesische Bezeichnung         |
| Vereinfacht: 楚玛尔河; 曲麻莱河 |
| Pinyin:Chumaer He; Qumalai He   |